# أندرو فوستر (مبشر)
أندرو فوستر (بالإنجليزية: Andrew Foster)‏ هو مبشر أمريكي، ولد في 27 يوليو 1925 في ألاباما في الولايات المتحدة، وتوفي في 12 مارس 1987 في رواندا.